# Ягеллонська бібліотека

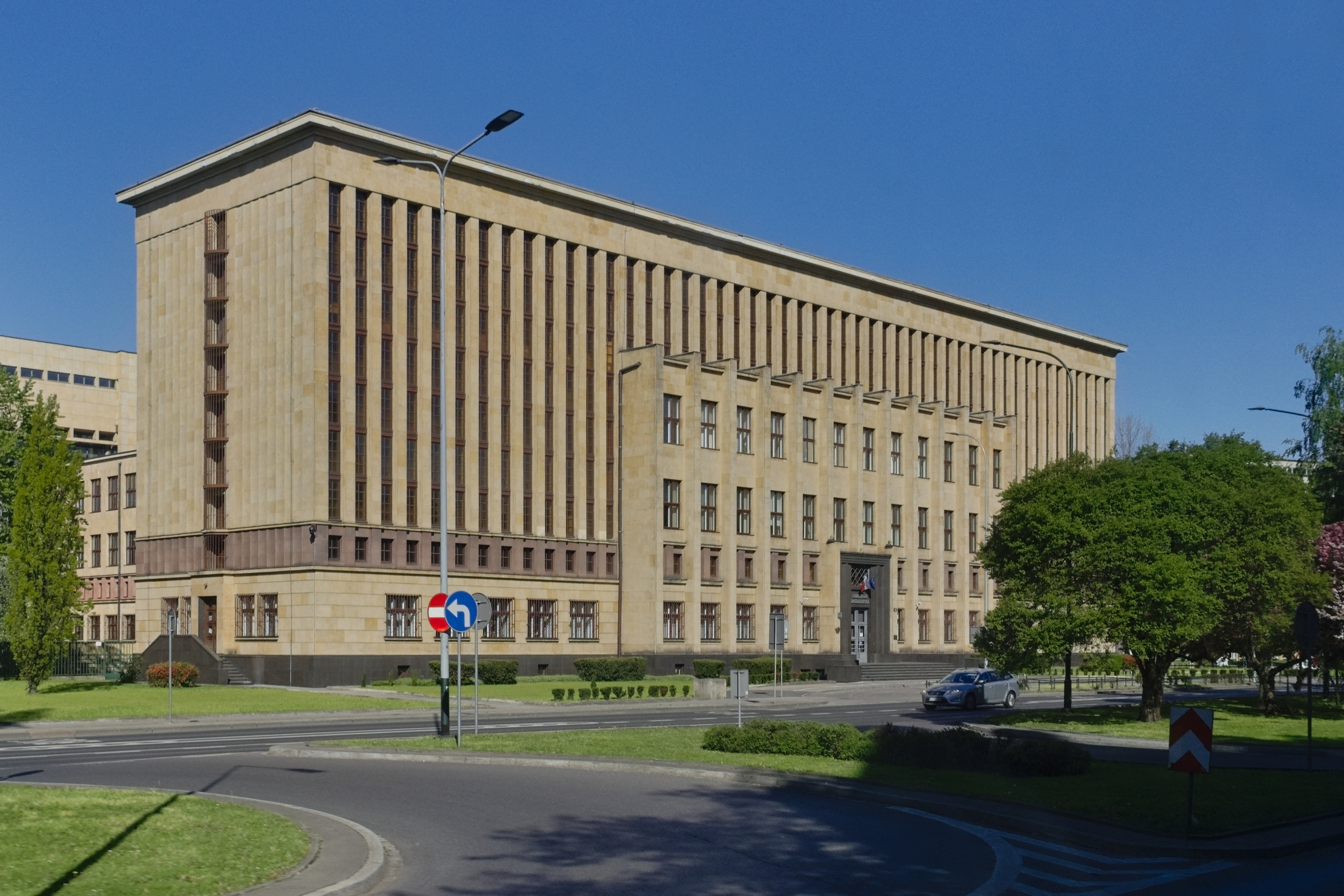
Бібліотека Ягеллонського університету

Бібліотека Яґеллонського університету (пол. Biblioteka Jagiellońska) в Кракові — одна з найважливіших наукових бібліотек Польщі. Адміністративно до неї належать також факультетські бібліотеки університету та бібліотека Collegium Medicum. Бібліотека має статус національної.
У бібліотеці зберігаються, зокрема, унікальні фонди з історії України, насамперед часів козаччини.

## Історія
Історія бібліотеки нерозривна з історією Яґеллонського університету, заснованого в 1364 році. З XV століття й аж до 1940 року осідок бібліотеки був у середньовічній будівлі Колегіуму Маіюс (Collegium Maius) на вулиці Святої Анни, 8. Заснування бібліотеки відбулося або одночасно з університетом, або кілька років по тому, оскільки до нас дійшли свідчення, за якими вже 1367 року бібліотеці був подарований рукопис. 1429 року було затверджено статут бібліотеки De Libraria custodienda, за яким бібліотекою завідували два куратори (custodes librariae), що призначалися з університетських професорів. З XVI століття було запроваджено посаду завідувача «Батько книжок» (pater librorum). На кінець XVII століття бібліотека мала більше 10 000 книжок. В 1774—1777 роках почалася каталогізація фондів бібліотеки, які вже налічували бл. 32 000 книжок.
З 1802 року фонди каталогізовано за прикладом Віденської університетської бібліотеки.
1900 року професор Кароль Естрайхер (Karol Estreicher) започаткував Польську національну бібліографію Bibliografia Polska. Цього ж таки року на території бібліотеки було споруджено пам'ятник одному з найвідоміших студентів, що користувалися нею, Миколі Копернику.
У 1931—1939 роках було споруджено нове приміщення для бібліотеки за адресою Алея Міцкевича, 22
6 вересня 1939 року Яґеллонський університет було закрито окупаційною владою нацистської Німеччини. 180 професорів було інтерновано й згодом майже всіх вбито.
6 листопада 1939 року бібліотеку також було закрито.
1940 року в приміщенні бібліотеки окупаційна влада організувала з фондів університетської бібліотеки та багатьох конфіскованих колекцій так звану "Державну краківську бібліотеку (нім. Staatsbibliothek Krakau)
Після війни бібліотека змогла відновити свою роботу, фонди читального залу, вивезені до Сілезії, також повернулися до Кракова.
На кінець 2008 року у фондах бібліотеки було 6 441 202 одиниці зберігання. В бібліотеці працюють понад 300 співробітників. Теперішній директор — Remigiusz Sapa.

## Спеціальні колекції, Берлінка
Бібліотека Яґеллонського університету, маючи статус національної, збирає насамперед всі публікації з Польщі і про Польщу. Тут є велика колекція інкунабул (бл. 3500).
З 1947 року в бібліотеці зберігаються фонди Берлінки (пол. Berlinka) або Пруського скарбу (пол. Pruski skarb, нім. Preußenschatz), що походять з Пруської імператорської бібліотеки (зараз Державна бібліотека в Берліні). Подальша доля цієї колекції залишається предметом двосторонніх переговорів між Німеччиною і Польщею.

## Відомі директори Яґеллонської бібліотеки
- 1811—1835 Jerzy Samuel Bandtkie
- 1837—1858 Jószef Muczkowski
- 1859—1865 Franciszek Stroński
- 1865—1867 Adolf Mulkowski
- 1868—1905 Karol Estreicher
- 1905—1918, 1918—1926 Fryderyk Papee
- 1927—1939, 1945—1947 Edward Kuntze